# Andrzej Dembowski (zm. 1571)
Andrzej Dembowski herbu herbu Jelita (zm.  w 1571 roku) – wojewoda bełski w latach 1563–1571, kasztelan bełski w 1558 roku, kasztelan lubaczowski w latach 1557–1558, chorąży większy łęczycki w latach 1536–1553, starosta hrubieszowski w 1544 roku, dworzanin królewski.
Ożenił się z Agnieszką Łaszcz, z którą miał córkę Zofię, zm. 1588 r.
Jako przedstawiciel Korony Królestwa Polskiego podpisał akt unii lubelskiej 1569 roku.